# سنت پیترز (میزوری)
سنت پیترز (به انگلیسی: St. Peters) شهری در شهرستان سنت چارلز ایالت میزوری است که جمعیت آن در سرشماری سال ۲۰۱۰ میلادی ۵۲۵۷۵ نفر بوده است.